# Where the Heart Is (Britse soap)
Where the Heart Is is een Britse soapserie, die liep van 6 april 1997 tot 10 september 2006 met een totaal van 110 afleveringen. De serie werd bedacht door Ashley Pharoah en Vicky Featherstone. Het is een van de langst lopende series van ITV.
In de serie traden verschillende voormalige soapsterren op, zoals Thelma Barlow, Sarah Lancashire, Philip Middlemiss, Samantha Giles, Kerrie Taylor, en Shobna Gulati.

## Productie
De serie speelt zich af in de fictieve stad Skelthwaite. De serie werd opgenomen in de Colne en Holme-valleien van Huddersfield in West Yorkshire. Veel van de buitenopnames vonden plaats in de steden Marsden, Slaithwaite en Meltham.

## Cast
De cast is in de loop der jaren geregeld veranderd. De laatste samenstelling was:
- Lesley Dunlop als Anna Kirkwall
- Jessica Childs-Cavill als Amy Kirkwall
- Molly Martin & Millie Martin als Rachel Kirkwall/Boothe
- Christian Cooke als Luke Kirkwall
- Philip Middlemiss als David Buckley
- Brian Capron als Ozias Harding
- Andrew Paul als Billy Boothe
- Holly Lucas als Megan Boothe
- Adam Paul Harvey als Nathan Boothe
- Katy Clayton als Samantha Boothe
- Shobna Gulati als Nisha Clayton
- Ian Kelsey als Jack Clayton
- Fiona Wade als Rowan Clayton
- Richard Mylan als Danny Flint
- Taylor Bourke als Cady Flint
- Andrea Lowe als Zoë Phelps
- Joanna Riding als Terri Gough
- Wesley Nelson als Alfie Gough
- Tom Chadbon als Dr. Kenworthy

Enkele noemenswaardige oud-castleden zijn:
- Denise van Outen als Kim Blakeney
- Geraldine Newman als Mrs Murfin
- Katie Riddoch als Molly Beresford
- Pam Ferris als Peggy Snow
- Tony Haygarth als Vic Snow
- Leslie Ash als Karen Buckley
- Keith Barron als Alan Boothe
- Georgia Moffett als Alice Harding
- Kelly Wenham als Jess Buckley
- Julian Lewis-Jones Tom Beresford
- Samantha Giles als Sally Boothe
- Thomas Craig als Simon Goddard
- Sarah Lancashire als Ruth Goddard
- Andrew Knott als Henry Green
- Jessica Baglow als Lucy Snow
- Danny Seward als Joe Beresford
- Kerrie Taylor als Beth Enright/Beresford
- Holly Grainger als Megan Boothe (first)
- Marsha Thomason als Jacqui Richards

## Trivia
In de serie werd geregeld rugby getoond. Het rugbyteam uit de serie bestond uit spelers van de Brighouse Rangers Amateur Rugby League Club.
De titelsong "Where the Heart is" werd gecomponeerd door Prefab Sprout, en gezongen door Paddy McAloon.